# 朴倞杜
朴倞杜（1984年8月3日—），韩国男子击剑运动员，2010年亚洲运动会男子重剑团体金牌得主、2014年亚洲运动会男子重剑团体金牌得主和男子重剑个人银牌得主、2018年亚洲运动会男子重剑团体铜牌得主。